# مرکز تحقیقات ماهواره‌ای بوئینگ
مرکز تحقیقات ماهواره‌ای بوئینگ (به انگلیسی: Boeing Satellite Development Center) واحد بزرگ کسب و کار شرکت بوئینگ دیفنس اسپیس اند سکیوریتی است. این مرکز، بخش عملیات ماهواره‌ای بوئینگ و بخش ارتباطات فضایی شرکت هاگس الکترونیک را با یکدیگر متحد کرده‌است.